# Хмельницька обласна рада
Хмельни́цька обласна́ ра́да — представницький орган місцевого самоврядування, що представляє спільні інтереси територіальних громад сіл, селищ, міст, у межах повноважень, визначених Конституцією України, Законом України «Про місцеве самоврядування в Україні» й іншими законами, а також повноважень, переданих їм сільськими, селищними, міськими радами.
Обласна рада складається з депутатів, обирається населенням Хмельницької області терміном на п'ять років. Рада обирає постійні і тимчасові комісії. Обласна рада проводить свою роботу сесійно. Сесія складається з пленарних засідань і засідань її постійних комісій.

## Склад ради

### Результати виборів
| № | Партія                              | Здобуто місць |
| - | ----------------------------------- | ------------- |
| 1 | За конкретні справи                 | 19            |
| 2 | Блок Петра Порошенка «Солідарність» | 17            |
| 3 | Аграрна партія України              | 11            |
| 4 | "ВО «Батьківщина»                   | 11            |
| 5 | Всеукраїнське об'єднання «Свобода»  | 10            |
| 6 | Радикальна партія Олега Ляшка       | 8             |
| 7 | Партія «Об'єднання „Самопоміч“»     | 8             |
|   | Усього                              | 84            |

### Фракції обласної ради
Станом на кінець 2019 року:
     За конкретні справи (19)

     Рідна Хмельниччина (16)

     ВО «Батьківщина» (10)

     Аграрна партія України (10)

     ВО «Свобода» (9)

     Радикальна партія Олега Ляшка (8)

     Об'єднання «Самопоміч» (7)

     Позафракційні (4)

     Вакантне місце (1)

## Історична довідка про діяльність ради

### Кам'янець-Подільська обласна рада депутатів трудящих I скликання(1939—1947)
Після здобуття державної незалежності у 1991 році в Україні було здійснено декілька реформ місцевої влади. З 1994 року єдиними і повноправними органами влади на відповідній території були місцеві ради народних депутатів. Після підписання 8 червня 1995 року Конституційного договору між Верховною Радою України та Президентом України, передбачалось утворення на регіональному рівні структур виконавчої влади — державних адміністрацій, жорстко підпорядкованих по вертикалі, на вершині якої знаходився Президент України та Кабінет Міністрів України. В той же час вертикаль по лінії рад була анульована, а самі ради фактично перетворились на придаток при місцевих адміністраціях, не маючи чітко визначеного кола повноважень.
Конституція України, прийнята 28 червня 1996 року, закріпила принцип, згідно з яким в Україні визначається і гарантується місцеве самоврядування. Вона також проголосила його первинним суб'єктом територіальну громаду — особливий тип самоорганізації громадян, які проживають на одній території. Практичне застосування самоврядного механізму стало можливим після прийняття у 1997 році Закону України «Про місцеве самоврядування в Україні». Згідно з цим законом Хмельницька обласна рада є невід'ємною складовою системи місцевого самоврядування і виражає спільні інтереси територіальних громад області.
Обласна рада виконує представницькі функції, такі як прийняття обласного бюджету, програм соціально-економічного розвитку регіону, вирішення питань земельних відносин, використання природних ресурсів, управління спільною власністю територіальних громад області та інші, передбачені Законом України «Про місцеве самоврядування в Україні».

### Склад обласної ради третього скликання було обрано в ході виборів 29 березня 1998 року.
До складу ради ввійшло 75 депутатів. Головою ради обраний депутат по Ізяславському виборчому округу № 7 ПРИСТУПА Микола Іванович, заступником голови — депутат по Теофіпольському виборчому округу № 19 ОСАДЧИЙ Василь Петрович.
З числа депутатів обласної ради утворено 10 постійних комісій, а саме:
- з питань регламенту, депутатської діяльності та етики;

- з питань соціального захисту населення та гуманітарної політики;

- з питань агропромислового комплексу, землекористування і соціального розвитку села;

- з питань планування, бюджету і фінансів;

- з питань економічної політики та розвитку народного господарства;

- у справах сім'ї, материнства і дитинства;

- з питань законності, правопорядку та співпраці з законодавчими органами і урядовими структурами по вдосконаленню діючого законодавства;

- з питань промисловості, енергетики, транспорту і зв'язку та розвитку підприємництва;

- з питань охорони здоров'я;

- з питань екології, будівництва та житлово-комунального господарства.

Було утворено також президію обласної ради у складі12 осіб.
Для забезпечення діяльності обласної ради було створено її виконавчий апарат. Керував його роботою голова обласної ради.
Відповідно до рішення першої сесії обласної ради від 14 квітня 1998 року була затверджена структура виконавчого апарату: голова обласної ради, заступник голови обласної ради, помічник голови обласної ради, керуючий справами — заступник керівника виконавчого апарату. До складу виконавчого апарату обласної ради також входили організаційний відділ та відділ бухгалтерського обліку.
Рішенням другої сесії обласної ради від 10 червня 1998 року № 16 була затверджена така структура виконавчого апарату обласної ради: голова обласної ради, заступник голови обласної ради, керуючий справами — заступник керівника виконавчого апарату, помічник голови обласної ради, два відділи — організаційний та загальний, головний спеціаліст з бухгалтерського обліку і консультант з інформаційно-аналітичних питань.
З 29 лютого 2000 року відповідно до рішення № 19 десятої сесії обласної ради виконавчий апарат обласної ради функціонував в такому складі: голова обласної ради, заступник голови обласної ради, заступник керівника виконавчого апарату — керуючий справами виконавчого апарату, помічник голови обласної ради, два радники голови обласної ради, помічник заступника голови обласної ради.
Також було створено 7 відділів:
- організаційного та кадрового забезпечення;

- загальний;

- забезпечення повноважень щодо управління об'єктами спільної власності територіальних громад;

- юридичний;

- по роботі з засобами масової інформації, політичними партіями та громадськими організаціями;

- аналітично-контрольний;

- фінансово-господарського забезпечення.

### 31 березня 2002 року відбулися чергові вибори депутатів обласної ради.
Вибори проходили по багатомандатних виборчих округах, яких відповідно до рішення обласної виборчої комісії по виборах депутатів обласної ради було утворено 26. Загальний склад обласної ради був визначений і становив 78 депутатів.
Обласна рада четвертого скликання була сформована на першій сесії обласної ради 11 квітня 2002 року. Головою обласної ради обраний депутат по Віньковецькому виборчому округу № 2 ОВЧАРУК Анатолій Онисимович, заступником голови — депутат по Городоцькому виборчому округу № 4 ЦИЦ Віталій Петрович.
З числа депутатів обласної ради утворено 11 постійних комісій, а саме:
- з питань регламенту, депутатської діяльності, етики, зв'язків з об'єднаннями громадян та засобами масової інформації;

- з питань планування, бюджету і фінансів;

- з питань агропромислового комплексу, землекористування і соціального розвитку села;

- з питань законності, правопорядку, діяльності рад та співпраці з законодавчими органами і урядовими структурами по вдосконаленню діючого законодавства;

- з питань охорони здоров'я, материнства і дитинства;

- з питань праці та соціального захисту населення;

- з питань промисловості, енергетики, транспорту і зв'язку та розвитку підприємництва;

- з питань екології, будівництва та житлово-комунального господарства;

- з питань економічної політики та розвитку народного господарства;

- з питань науки, освіти, культури, молоді та спорту;

- з питань управління об'єктами спільної власності територіальних громад області та приватизації.

До складу президії обласної ради увійшло 13 осіб.
Рішенням сьомої сесії обласної ради четвертого скликання 25 червня 2003 року внесено зміни до структури виконавчого апарату обласної ради. Замість відділу фінансово-господарського забезпечення утворено два відділи: відділ бухгалтерського обліку та звітності і відділ господарського забезпечення.

### Вибори депутатів обласної ради п'ятого скликання відбулись 26 березня 2006 року.
Вони вперше проходили за пропорційною системою у багатомандатному виборчому окрузі, межі якого співпадали з межами області. Обласну раду п'ятого скликання сформовано на першій сесії 4 травня 2006 року. Її загальний склад був визначений і становив 90 депутатів.
За результатами виборів до обласної ради було обрано:
- 35 представників «Блоку Юлії Тимошенко» Хмельницьких обласних організацій політичних партій;

- 24 представники виборчого блоку «Наша Україна» Хмельницьких обласних організацій політичних партій;

- 10 представників «Народного блоку Литвина» Хмельницьких обласних організацій політичних партій;

- 8 представників Хмельницького обласного відділення Партії регіонів;

- 8 представників Хмельницької обласної організації Соціалістичної партії України;

- 5 представників Українського Народного Блоку Костенка і Плюща Хмельницьких обласних організацій політичних партій.

Головою Хмельницької обласної ради обрано депутата обласної ради від виборчого блоку «Наша Україна» ГЛАДУНЯКА Івана Васильовича, заступниками голови обласної ради: депутата обласної ради від «Блоку Юлії Тимошенко» ХАВРОНЮКА Олега Володимировича та депутата обласної ради від обласної організації Соціалістичної партії України ГРИЩУКА Валентина Самковича.
На другій сесії обласної ради 7 червня 2006 року було оголошено про об'єднання депутатів обласної ради у фракції:
- «Блок Юлії Тимошенко»;

- «Наша Україна»;

- «Народний блок Литвина»;

- «Партія регіонів»;

- Соціалістичної партії України;

- «Українського народного блоку Костенка і Плюща» (пізніше перейменована на «УНП — Україна Соборна»).

На п'ятій сесії обласної ради 20 грудня 2006 року було оголошено про утворення депутатської групи «Рідний край» на чолі з депутатом обласної ради Осадчим Василем Петровичем (депутатська фракція «Народний блок Литвина»).
З числа депутатів були утворені постійні комісії обласної ради:
- з питань регламенту, організації роботи обласної ради, депутатської діяльності та етики;

- з питань бюджету;
- ..з питань сільського господарства, продовольства та земельних відносин;

- з питань законності, правопорядку та місцевого самоврядування;

- з питань охорони здоров'я, материнства та дитинства;

- з питань праці та соціального захисту населення;

- з питань економіки, промисловості, енергетики, транспорту, зв'язку та розвитку підприємництва;
- .з питань будівництва, житлово-комунального господарства, природокористування та екології;

- з питань науки, освіти, культури, молоді, спорту та туризму;

- з питань власності, приватизації та інвестицій.

До складу президії обласної ради увійшло 20 осіб.
Рішеннями обласної ради від 7 червня 2006 року № 10-2/2006 та від 11 червня 2008 року № 24-15/2008 внесено зміни до структури виконавчого апарату, а саме створено нові підрозділи: відділ по забезпеченню діяльності керівництва обласної ради, відділ внутрішньої політики, управління соціально-економічного розвитку і моніторингу, управління з питань розвитку місцевого самоврядування та інформаційного забезпечення ради. Введено також додаткову посаду радника голови обласної ради.

### Вибори до обласної ради шостого скликання відбувались 31 жовтня 2010 року за змішаною виборчою системою.
Обласну раду шостого скликання було сформовано на першому пленарному засіданні першій сесії 19.11.2010. Її кількісний склад становив 104 депутати.
Серед 52 депутатів обласної ради, які були обрані у мажоритарних округах, найбільше тих, які висунуті Партією Регіонів — 24, на десять менше представників ВО «Батьківщина» — 14, від Народної Партії — 7, від партії «Єдиний центр» та партії «Сильна Україна» — по 2 представники і по одному обранцю представили ВО «Свобода», Українська Народна Партія і Партія промисловців та підприємців України.
У багатомандатному виборчому окрузі представництво від політичних партій виглядає таким чином: Партія Регіонів — 19 депутатів, ВО «Батьківщина» — 17, партія «Фронт змін» — 6, партія «Сильна Україна» — 4, Народна Партія та ВО «Свобода» — по 3 депутати.
Головою Хмельницької обласної ради шостого скликання обрано ДЕРИКОТА Миколу Васильовича (одномандатний виборчий округ № 23 Старокостянтинівський район). Заступником голови ради — ОСАДЧОГО Василя Петровича (за списками Народної Партії).
Рада визначила такий перелік постійних комісій:
- з питань регламенту, організації роботи обласної ради, депутатської діяльності та етики;

- з питань бюджету;

- з питань сільського господарства, продовольства та земельних відносин;

- з питань законності, правопорядку та місцевого самоврядування;

- з питань охорони здоров'я, материнства та дитинства;

- з питань праці та соціального захисту населення;

- з питань економіки, промисловості, енергетики, транспорту, та зв'язку;

- з питань будівництва, житлово-комунального господарства, природо-користування та екології;

- з питань науки, освіти, культури, молоді, спорту та туризму;

- з питань власності, приватизації та інвестицій;

- з питань регіонального, економічного розвитку та підприємництва.

Відповідно до регламенту Хмельницької обласної ради на партійній основі депутати шостого скликання сформували 6 депутатських фракцій:
- Партії Регіонів (43 члени), керівник — Ядуха Василь Степанович;

- політичної партії Всеукраїнського об'єднання «Батьківщина» (23 члени), керівник — Гладуняк Іван Васильович;

- Народної Партії (10 членів), керівник — Марченко Володимир Леонідович;

- «Сильна Україна» (6 членів), керівник — Олуйко Віталій Миколайович;

- Хмельницької обласної організації Всеукраїнського об'єднання «Свобода» (4 члени), керівник — Сабій Ігор Михайлович;

- обласної організації Політичної Партії «Фронт змін» (6 членів), керівник — Ксенжук Олександр Степанович.

Для спільної роботи зі здійснення депутатських повноважень та вирішення спільних проблем депутати об'єднались у групи:
- «Будуємо Хмельниччину разом» (73 члени), голова — Ядуха Василь Степанович;

- «Перспектива» (19 членів), голова — Фрідман Артур Давидович;

- «Долоні турботи — дітям» (6 членів), голова — Гуцул Іван Володимирович.

Президію обласної ради сформовано у відповідності до Положення про президію Хмельницької обласної ради. До її складу увійшли голова обласної ради, його заступники, голови постійних комісій обласної ради та уповноважені представники депутатських груп та фракцій.
Рішенням обласної ради від 29 грудня 2010 року № 15-2/2010 затверджено структуру виконавчого апарату:
- голова обласної ради;

- перший заступник голови обласної ради;

- заступник голови обласної ради;

- керуючий справами виконавчого апарату обласної ради;

- радник голови обласної ради;

- відділ з питань забезпечення діяльності керівництва обласної ради;

- відділ організаційного, аналітичного та кадрового забезпечення;

- відділ з питань документального забезпечення, протокольної роботи та звернень громадян;

- відділ з питань внутрішньої політики, адміністративно-територіального устрою та інформаційного забезпечення;

- юридичний відділ;

- відділ фінансово-господарського забезпечення;

- управління з питань спільної власності територіальних громад та економічного розвитку.

Робота виконавчого апарату обласної ради планується та проводиться відповідно до функцій, передбачених положеннями про апарат і його структурні підрозділи.
За результатами позачергових виборів до Верховної Ради України восени 2012 року народними депутатами від Хмельницької області стали Сергій Лабазюк, Володимир Мельниченко та Ігор Сабій. Відповідно до поданих ними заяв їх повноваження як депутатів обласної ради було достроково припинено.
На цьому ж пленарному засіданні обласної ради згідно зі статтею 80 Закону України «Про вибори депутатів до Верховної Ради Автономної Республіки Крим, місцевих рад та сільських, селищних, міських голів» було оприлюднене рішення обласної виборчої комісії про визнання депутатами обласної ради наступних за черговістю кандидатів у депутати у виборчих списках відповідних партійних організацій, а це — Ольга Заярнюк від Партії регіонів, Руслан Лещишин від Всеукраїнського об'єднання «Свобода» та Віктор Чубар — переможець в одномандатному виборчому окрузі № 28, Волочиський район.
Депутатська фракція «Сильна Україна» оголосила про саморозпуск та входження до фракції Партії регіонів у травні 2012 року.
Таким чином, за станом на початок 2013 року до складу депутатського корпусу Хмельницької обласної ради входили 103 депутати, а також діяло 5 депутатських фракцій, зокрема:
- фракція Партії регіонів (48 членів);

- фракція політичної партії Всеукраїнського об'єднання «Батьківщина» (22 члени);

- фракція Народної Партії (9 членів);

- фракція обласної організації Політичної Партії «Фронт Змін» (6 членів);

- фракція Хмельницької обласної організації Всеукраїнського об'єднання «Свобода» (3 члени).

```
Крім того, 15 депутатів не входили на той час до складу жодної з фракцій.
```

```
У зв'язку із саморозпуском політичної партії «Фронт Змін» і утворенням політичної партії «Народний Фронт» на 17 сесії обласної ради 12 вересня 2013 року було оголошено про саморозпуск депутатської фракції «Фронт Змін» і утворенням депутатської групи «Фронт єдності». Згодом цю групу було перейменовано на «Народний Фронт» і керівником обрано Хавронюка Олега Володимировича.
```

Окрім цього, у 2013—2014 роках в обласній раді було створено декілька нових депутатських груп, а саме:
- «Відродження Болохівської землі» (керівник — Олуйко В. М.);

- «Народна рада» (керівник — Гладуняк І. В.);

- «Рідна Хмельниччина» (керівник — Гладуняк І. В.);

- «За солідарність» (керівник — Ворона М. В.);

- «За добробут Хмельниччини» (керівник — Добжанський І. М.).

26 лютого 2014 року на першому пленарному засіданні двадцять другої позачергової сесії голова Хмельницької обласної ради ДЕРИКОТ Микола Васильович достроково припинив свої повноваження. Змінив його на посаді обраний переважною кількістю голосів ГОНЧАР Іван Ярославович (фракція Хмельницької обласної організації ВО «Свобода»).
Достроково припинив свої повноваження на цьому ж пленарному засіданні заступник голови ради ОСАДЧИЙ Василь Петрович.
12 березня 2014 року на другому пленарному засіданні цієї ж сесії першим заступником голови ради було обрано АДАМСЬКОГО Віктора Романовича (фракція політичної партії «ВО „Батьківщина“»), заступником голови ради — ХИТРУКА Ігоря Вікторовича (фракція обласної організації Політичної Партії «Фронт Змін»).
У процесі діяльності обласної ради виникла необхідність внести зміни у перелік постійних комісій, зменшивши їх кількість та об'єднавши склад деяких з них.
Перелік постійних комісій обласної ради за станом на початок 2015 року такий:
- з питань законності, регламенту, депутатської діяльності та місцевого самоврядування;

- з питань бюджету;

- з питань сільського господарства, продовольства та земельних відносин;

- н з питань охорони здоров'я, праці та соціального захисту населення;

- з питань економічного розвитку, промисловості, підприємництва, енергетики, транспорту та зв'язку;

- з питань будівництва, житлово-комунального господарства, природокористування та екології;

- з питань освіти, науки, культури, молодіжної політики, спорту, туризму та інформаційного простору;

- з питань власності та приватизації.

Відповідні зміни внесено і до складу президії обласної ради. Окрім введення до її складу новообраних керівників обласної ради, туди увійшли й уповноважені представники новостворених депутатських груп. Членів, які очолювали ліквідовані постійні комісії обласної ради, виведено.

### Вибори депутатів до обласної ради які відбулися 25 жовтня 2015 року.
Проходили вони за пропорційною виборчою системою у багатомандатному виборчому окрузі з виборчими списками місцевих організацій політичних партій із закріпленням кандидатів за територіальними виборчими округами. Згідно з вимогами нового Закону України «Про місцеві вибори» до обласної ради обрано 84 депутати.
Депутатські мандати отримали кандидати, політичні партії яких подолали прохідний п'ятивідсотковий бар'єр, а це: політичні партії «ЗА КОНКРЕТНІ СПРАВИ» (19 мандатів), «БЛОК ПЕТРА ПОРОШЕНКА „СОЛІДАРНІСТЬ“» (17 мандатів), Аграрна партія України (11 мандатів), ВО «Батьківщина» (11 мандатів) Всеукраїнське об'єднання «Свобода» (10 мандатів), Радикальна партія Олега Ляшка (8 мандатів), «Об'єднання „САМОПОМІЧ“» (8 мандатів).
Показник гендерної представленості жінок в новообраній обласній раді сягає 19 %, чоловіків — 81 %.
Загальний склад депутатів за віком такий:
- до 30 років — 4 депутати;

- від 30 до 50 — 48 депутатів;

- від 50 до 70 — 31 депутат.

До обласної ради увійшли 78 народних обранців з вищою освітою, із середньою спеціальною — 5.
На першому пленарному засіданні першої сесії обласної ради сьомого скликання за підсумками таємного голосування на посаду голови Хмельницької обласної ради сьомого скликання обрано ЗАГОРОДНОГО Михайла Васильовича — першого кандидата у партійному списку «БЛОКУ ПЕТРА ПОРОШЕНКА „СОЛІДАРНІСТЬ“».
Для організації ефективної роботи депутатського корпусу на пленарних засіданнях обласної ради, вироблення узгоджених пропозицій щодо дискусійних питань рішенням ради від 04 грудня 2015 року № 9-1/2015 утворено дорадчий орган — президію обласної ради, до складу якої увійшли голова ради, голови постійних комісій, депутатських фракцій та уповноважені представники депутатських груп, заявлених в обласній раді сьомого скликання.
Забезпечення попереднього розгляду, вивчення, підготовка питань, які належать до відання ради, здійснення контролю за виконанням її рішень покладено на постійні комісії обласної ради. Рішенням ради визначений такий перелік постійних комісій:
- з питань законності, протидії корупції, регламенту, депутатської діяльності та місцевого самоврядування;

- з питань охорони здоров'я, праці та соціального захисту населення;

- з питань економічного розвитку, промисловості, підприємництва, енергетики, транспорту та зв'язку;

- з питань бюджету та фінансів;

- з питань сільського господарства, продовольства та земельних відносин;

- з питань будівництва, житлово-комунального господарства, інвестиційної політики, природокористування та екології;

- з питань освіти, науки, культури, молодіжної політики, спорту і туризму;

- з питань децентралізації, регіонального розвитку та комунальної власності.

За станом на початок 2016 року в обласній раді розпочали свою діяльність сім депутатських фракцій, а саме:
- ПАРТІЇ «БЛОК ПЕТРА ПОРОШЕНКА „СОЛІДАРНІСТЬ“» (17 членів), керівник — Процюк Василь Васильович;

- політичної партії ВО «Батьківщина» (11 членів), керівник — Бойко Михайло Дмитрович;

- політичної партії «Об'єднання „САМОПОМІЧ“» (8 членів), керівник — Драган Олександр Васильович;

- політичної партії Всеукраїнське об'єднання «Свобода» (10 членів), керівник — Панчук Анатолій Анатолійович;

- Аграрної партії України (11 членів), керівник — Іващук Сергій Петрович;

- ПОЛІТИЧНОЇ ПАРТІЇ «ЗА КОНКРЕТНІ СПРАВИ» (19 членів), керівник — Лозовий Вадим Миколайович;

- Радикальної Партії Олега Ляшка (8 членів), керівник — Зеленко Тетяна Іванівна.

Відповідно до порядку утворення депутатських груп у Хмельницькій обласній раді зареєструвались 13 депутатських груп, зокрема:
- «Хмельниччина інвестиційна» (6 членів), уповноважений представник — Ткаченко Уляна Юріївна;

- «Депутатський контроль» (7 членів), уповноважений представник — Харкавий Микола Олександрович;

- «Протидія політичним репресіям та захист здобутків Революції гідності» (5 членів), уповноважений представник — Бурлик Віктор Вікторович;

- «Контроль за використанням землі, її надр, водних та інших ресурсів в межах Хмельницької області» (5 членів), уповноважений представник — Панчук Анатолій Анатолійович;

- «Захист прав власників земельних паїв» (6 членів), уповноважений представник — Шутяк Андрій Васильович;

- «Перший національний аграрний кооператив» (10 членів), уповноважений представник — Василик Тетяна Павлівна;

- «Підтримка підприємництва та фермерів Хмельницької області» (5 членів), уповноважений представник — Скринчук Олег Леонідович;

- «Аграрії Хмельниччини» (19 членів), уповноважений представник — Білявець Олег Петрович;

- «З питань учасників АТО, бойових дій, Революції гідності, волонтерського руху та зв'язків з громадськістю» (9 членів), уповноважений представник — Перейма Анатолій Анатолійович;

- «Рівні можливості» (6 членів), уповноважений представник — Брухнова Лілія Степанівна;

- з контролю за станом планування та якістю ремонту автомобільних доріг Хмельницької області (7 членів), уповноважений представник — Антонюк Вячеслав Вікторович;

- «ГРОМАДА І ЗАКОН» (7 членів), уповноважений представник — Вишневська Наталя Миколаївна;

- «Децентралізація: на захисті інтересів громад» (5 членів), уповноважений представник — Федорчук Володимир Володимирович.

### Голови Хмельницької обласної ради
1. Поперняк Анатолій Никифорович — 6 квітня 1990 — 12 лютого 1991
2. Гусельников Євген Якович — 12 лютого 1991 — 31 березня 1992, 28 червня 1994 — липень 1995, липень 1995 — квітень 1998
3. Мажаров Петро Іванович — 10 квітня 1992 — червень 1994
4. Приступа Микола Іванович — 14 квітня 1998 — квітень 2002
5. Овчарук Анатолій Онисимович — квітень 2002 — 4 травня 2006
6. Гладуняк Іван Васильович — 4 травня 2006 — 19 листопада 2010
7. Дерикот Микола Васильович — 19 листопада 2010 — 26 лютого 2014
8. Гончар Іван Ярославович — 26 лютого 2014 — 27 листопада 2015
9. Загородний Михайло Васильович — 27 листопада 2015 — 7 грудня 2020
10. Лабазюк Віолета Олександрівна — 7 грудня 2020 — Докладніше: Керівники Хмельницької області